# George Burrington
George Burrington (* um 1682 in Devonshire, England; † 22. Februar 1759 in London, England) war ein britischer Kolonialgouverneur der Province of North Carolina.

## Lebenslauf
George Burrington entstammte einer prominenten und einflussreichen Familie. Zu den Bekannten der Familie gehörte der Duke of Newcastle, der auch die Karriere von George Burrington förderte. Dieser verschaffte ihm zunächst eine Offiziers Stelle in den Streitkräften und später war er auch an dessen Ernennung zum Kolonialgouverneur der Province of North Carolina beteiligt. Wann genau er in diese Region kam, ist nicht überliefert. Im März 1723 erhielt er seine Ernennung zum Gouverneur. Das Amt trat er am 15. Januar 1724 als Nachfolger von William Reed an. Dieses Amt hatte er zunächst bis zum 17. Juli 1725 inne. In dieser Zeit kam es zu Konflikten zwischen dem Gouverneur und den Kolonisten. Es kam zu Unruhen und Gewalttätigkeiten. Das lag auch an dem rüden und arroganten Umgang des Gouverneurs mit seinen Mitbürgern. Der Oberste Richter der Kolonie, Christopher Gale, reiste nach London, wo er erfolgreich die Absetzung Burringtons betrieb.
Dieser blieb auch nach seiner Absetzung in North Carolina, wo er weiterhin Unruhe stiftete und sich mit seinem Nachfolger auch handgreifliche Auseinandersetzungen leistete. Als er erfuhr, dass die Kolonie im Jahr 1729 vollständig der königlichen Kontrolle unterstellt werden sollte, segelte er nach London. Dort betrieb er erfolgreich seine Wiedereinsetzung als Gouverneur. Am 25. Februar 1731 löste er Richard Everard, der 1725 sein Nachfolger geworden war, wieder in diesem Amt ab. In seiner bis zum 17. April 1734 währenden zweiten Amtszeit setzte er sich für die Verbesserung der Infrastruktur in der Kolonie ein. Dazu gehörte auch der Bau neuer Straßen und Brücken. Bedeutsam wurde die Öffnung der Region um Cape Fear für neue Siedlungen. Dabei handelt es sich um eine Region im Südosten des heutigen US-Bundesstaates North Carolina in der Umgebung der heutigen Stadt Wilmington. Trotz dieser positiven Handlungen kam es erneut zu inneren Streitereien wie schon während seiner ersten Amtszeit. Seine Amtszeit ist auch von einigen Mysterien umgeben. Dabei handelt es sich unter anderem um einen angeblichen Mordversuch an ihm, der aber von keinen zeitgenössischen Dokumenten belegt wird. Die Unzufriedenheit mit Burrington nahm zu und der Oberste Richter William Smith, ein Nachfolger von Christopher Gale, trat von seinem Amt zurück und reiste, wie einst Gale, nach London. Dort setzte er sich erfolgreich für die erneute Absetzung des Gouverneurs ein. Später kehrte Burrington nach England zurück. Am 22. Februar 1759 wurde er Opfer eines Gewaltverbrechens. Er wurde im St. James’s Park in London überfallen. Dabei kam es zu einem tödlichen Handgemenge zwischen dem nunmehr 77-jährigen Ex-Gouverneur und dem Täter. Burrington wurde überwältigt und in einen Kanal geworfen.